# Aiguabarreig
 (décembre 2019).
Le contenu est difficilement compréhensible vu les erreurs de traduction, qui sont peut-être dues à l'utilisation d'un logiciel de traduction automatique.
Le Aiguabarreig est un espace naturel de grande importance pour la reproduction, l'hivernage et le repos de la faune migratrice située en Mequinenza (Aragon, Espagne). C'est la plus grande zone de confluence fluviale de la péninsule ibérique (avec l'union des rivières Èbre, Segre et Cinca), une des plus grandes d'Europe et considérée comme un des plus grands espaces naturels d'Espagne.

## Toponymie
Le terme « Aiguabarreig » provient du mot d'origine catalane qui désigne le mélange des eaux dans le lieu dans lequel deux ou plusieurs cours d'eau se joignent. L'Aiguabarreig Segre-Cinca-Èbre se forme lorsque la rivière Cinca apporte ses eaux à la rivière Segre, dans le territoire communal de la Granja d’Escarp, et à son tour celles-ci sont apportées à la rivière Èbre à Mequinenza.

## Géographie
L'Aiguabarreig se trouve au centre de la vallée de l'Èbre. Il est délimité à l'ouest avec les Monegros, à l'est avec les Tossals de Montmeneu et Almatret, et vers le sud avec le barrage de Ribarroja. Ce grand espace naturel est divisé entre deux communautés autonomes (Aragon et Catalogne) et également en deux régions, Segrià pour la Catalogne et Bajo Cinca / Baix Cinca en Aragon. Le Segre et le Cinca forment un premier Aiguabarreig entre les villes de la Granja d’Escarp, Massalcoreig et Torrente de Cinca, peu de kilomètres plus loin elle converge avec l'Èbre, dans le territoire communal de Mequinenza. 
L'Aiguabarreig de Mequinenza est contrôlé par la Zone de protection spéciale (ZPS) Matarranya-Aiguabarreig, avec 36 821 hectares, dont 7 417 26 hectares se situent sur la commune de Mequinenza. La ZPS englobe la zone centrale du Aiguabarreig, depuis le sud de Torrente de Cinca, tout l'espace fluvial de Mequinenza jusqu'à l'union avec la rivière Matarraña. Pour le Matarraña, la ZPS comprend les communes de Fayón, Nonaspe, Fabara et Maella.

## Paysage

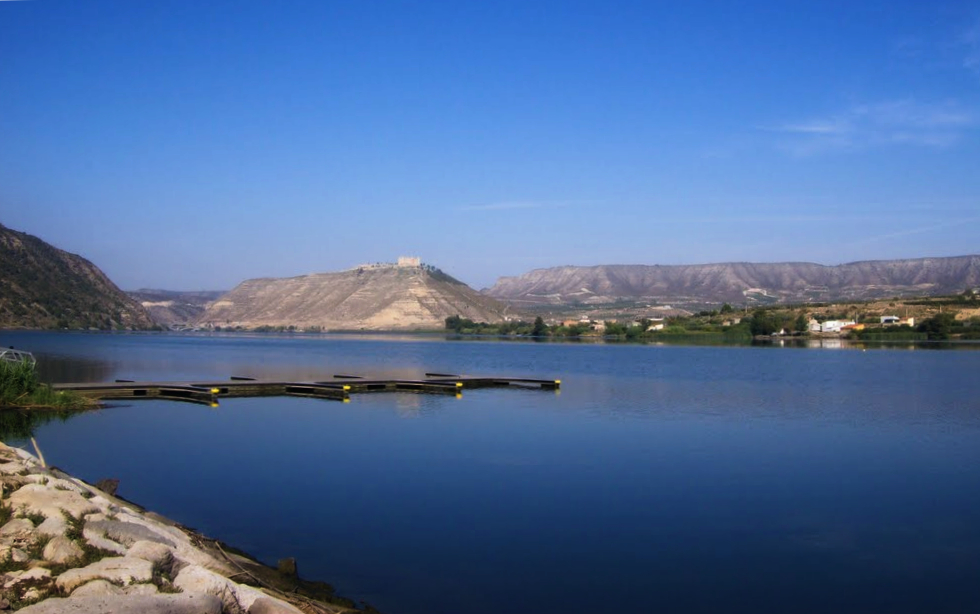
La rivière Ebro à Mequinenza

Sur l'Aiguabarreig de Mequinenza se trouvent des centaines de mètres d'étendues d'eau, avec de nombreuses îles fluviales et forêt galerie, les plus larges de l'Èbre, et de grandes quantités de roseaux et bras-morts. Cette zone est un point de confluence de la flore de steppe, de la zone désertique de Monegros et la flore méditerranéenne qui monte la vallée de l'Èbre. La  connexion des rives fluviales et les lagunes avec un environnement aride et méditerranéen où l'on trouve beaucoup de falaises verticales lui attribue cette richesse biologique exceptionnelle.
Le paysage est d'un grand contraste entre la grande zone humide que forme l'union des rivières Èbre, Segre et Cinca et les zones arides, ce qui fait de ce lieu un point stratégique pour beaucoup d'oiseaux, pour se reproduire ou comme étape dans le long parcours migrateur. Le fait d'être placé en pleine dépression de l'Èbre et la proximité du Parc naturel du Delta fait de l'Aiguabarreig un extraordinaire corridor écologique.

### Végétation
Sur l'Aiguabarreig se trouvent des Pinus halepensis, du romarin comme le Rosmarinus officinalis et quelques organismes thermophiles, des Quercus coccifera ou Juniperus phoenicea. Il existe aussi quelques espèces caractéristiques comme le Populus aube, Salix aube ou Tamarix gallica, et helophites comme les Phragmites australis ou Typha domingensis.

## Biodiversité et observation ornithologique

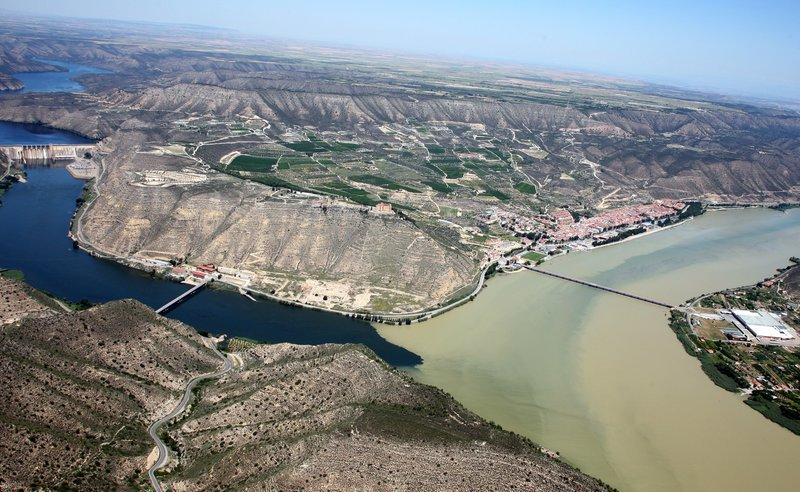
Aiguabarreig sur Mequinenza.

Grâce à ces caractéristiques, des espèces d'environnements très opposés coexistent. Les oiseaux sont le groupe le plus représenté, en comprenant des colonies d'ardeidae (échassiers) dans les îles fluviales, beaucoup d'espèces de rapaces, ainsi que des oiseaux propres aux environnements désertiques, en comprenant beaucoup d'espèces rares et menacées en Europe. Les autres groupes représentés sont les reptiles, les batraciens et les mammifères. Ces derniers, avec une extraordinaire représentation de différentes espèces de chauves-souris, une abondante population de cerfs et de chevreuil, la présence de la loutre et la chèvre sauvage, de plus en plus abondante, peuvent se remarquer depuis le village de Mequinenza ou dans le château de Mequinenza. Il y vit plusieurs espèces endémiques, notamment des insectes, et des animaux aquatiques, comme la Blennie fluviatile ou la grande mulette. Ces espèces endémiques subsistent avec peine à cause des effets des barrages, et par l'introduction d'espèces à des fins sportives. 
L'accumulation de sédiments dans le lac de retenue du barrage de Ribarroja (es) a permis que tout au long des dernieres années se soient constituées différentes îles entre le Segre et le Cinca jusqu'à arriver à l'Èbre, déjà dans la population aragonaisse de Mequinenza. D'entre toutes elles on peut signaler l’Illa dels Martinets que s'est converti tout au long des ans dans une importante colonie de nidificacion pour beaucoup d'espèces de Ardeides, aussi bien que le héron garde-bœufs, l'aigrette garzette, le blongios nain, le bihoreau gris, la grande aigrette, le héron cendré et le héron pourpré, à celles que dans les dernieres années s'est ajouté le crabier chevelu et quelques butors étoilés.

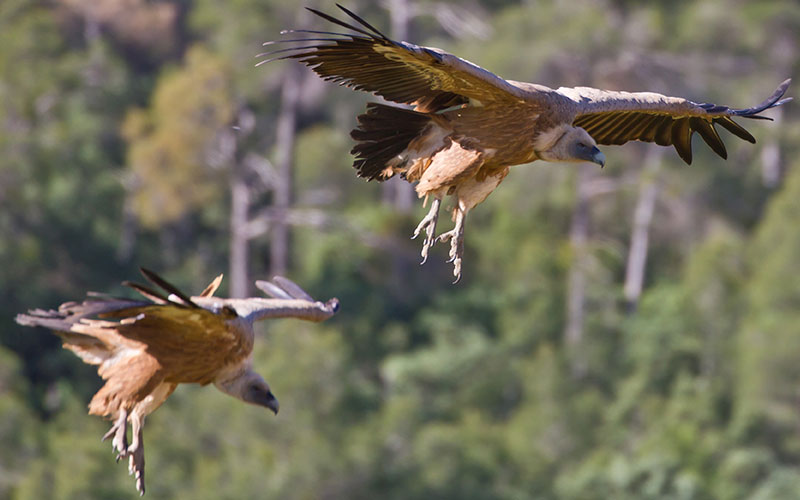
Gyps fulvus sur le Aiguabarreig de Mequinenza.

Les bois de rive et les roseau bien conservés et de grande extension hébergent une population intéressante et bien nourrie, que peuvent être remarquée tout au long de l'année, en profitant des différentes phases de cet écosystème; rallidae, pythidae, turdidae, fringillidae ou emberizidae. Dans l'environnement de steppe on trouve : outarde canepetière, ganga unibande, ganga cata, rollier d'Europe ou alouette calandrelle et pispolette, par souligner quelques des plus emblématiques, et dans les zones de transition entre ces espaces: fauvette orphée et à lunettes, monticole merle-bleu  et traquet rieur et oireillard, par citer quelques des plus représentatives. Entre les carrizales se donnent il cite des espèces aussi bien que calopteryx virgo, sympetrum flaveolum, ishnura pumilio et anax imperator.
Finalement, souligner les escarpes, caractéristiques de la Vallée de l'Èbre, et que sans lieu à des doutes hébergent à un nourri groupe d'espèces rupícolas, en spéciale rapaces, en se pouvant remarquer sans grande difficulté beaucoup de elles, entre les on peut signaler quelques d'elles avec un grand intérêt de conservation, à niveau national et d'une communauté autonome, par citer quelques d'elles; vautour fauve, percnoptère, aigle royal, aigle de Bonelli, aigle botté, circaète Jean-le-Blanc, buse variable, busard des rouseaux, milan noir et royal, faucon pèlerin et hibou gran-duc.
Les amphibiens et reptiles identifiés sur le Aiguabarreig sont alyte accoucheur, pélobate cultripède, èlodytes punctatus, crapaud commun, crapaud calamite, grenouille de Pérez, mauremys leprosa et cistude, tarente de Maurétanie, acanthodactylus erythrurus, lézard ocellé, podarcis hispanicus, psammodromus algirus, psammodromus hispanicus, zamenus scalaris, coronella girondica, couleuvre de Montpelier et natrix maura.

## Patrimoine culturel
La pêche sportive et la navigation sont deux des activités les plus fréquentes à Mequinenza. L'Aiguabarreig est, grâce à la pêche, un point d'intérêt international avec cents de pêcheurs, particulièrement de l'Europe, que visitent chaque an ces rivières et s'amusent de l'étendu réseau d'offres existantes autour de cette activité. Les espèces de poissons introduites, de grande attraction pour le pêcheur, sont surtout le black bass, le lucio-perca  ou le connu siluro. Ne devons pas oublier les cents de naturalistes que visitent chaque an la zone, attirés par sa grande diversité bio, particulièrement les birdwatchers.
L'environnement du Aiguabarreig est marqué par le bassin houiller de Mequinenza et les plus de 150 ans d'histoire minière dans la localité. L'extraction de charbon et son transport a marqué les villages du Aiguabarreig, donné son étroit lien avec les rivières. Symbole de la zone sont les "llauts", quelques embarcations qui maintenaient unies les personnes et la culture de toutes les villages. Ils encore peuvent se voir des différents espaces de patrimoine industriel mineur autour des rivières dont les eaux ils ont servi pour véhiculer le charbon dans quelques embarcations typiques de Mequinenza connues aussi bien que "llauts".

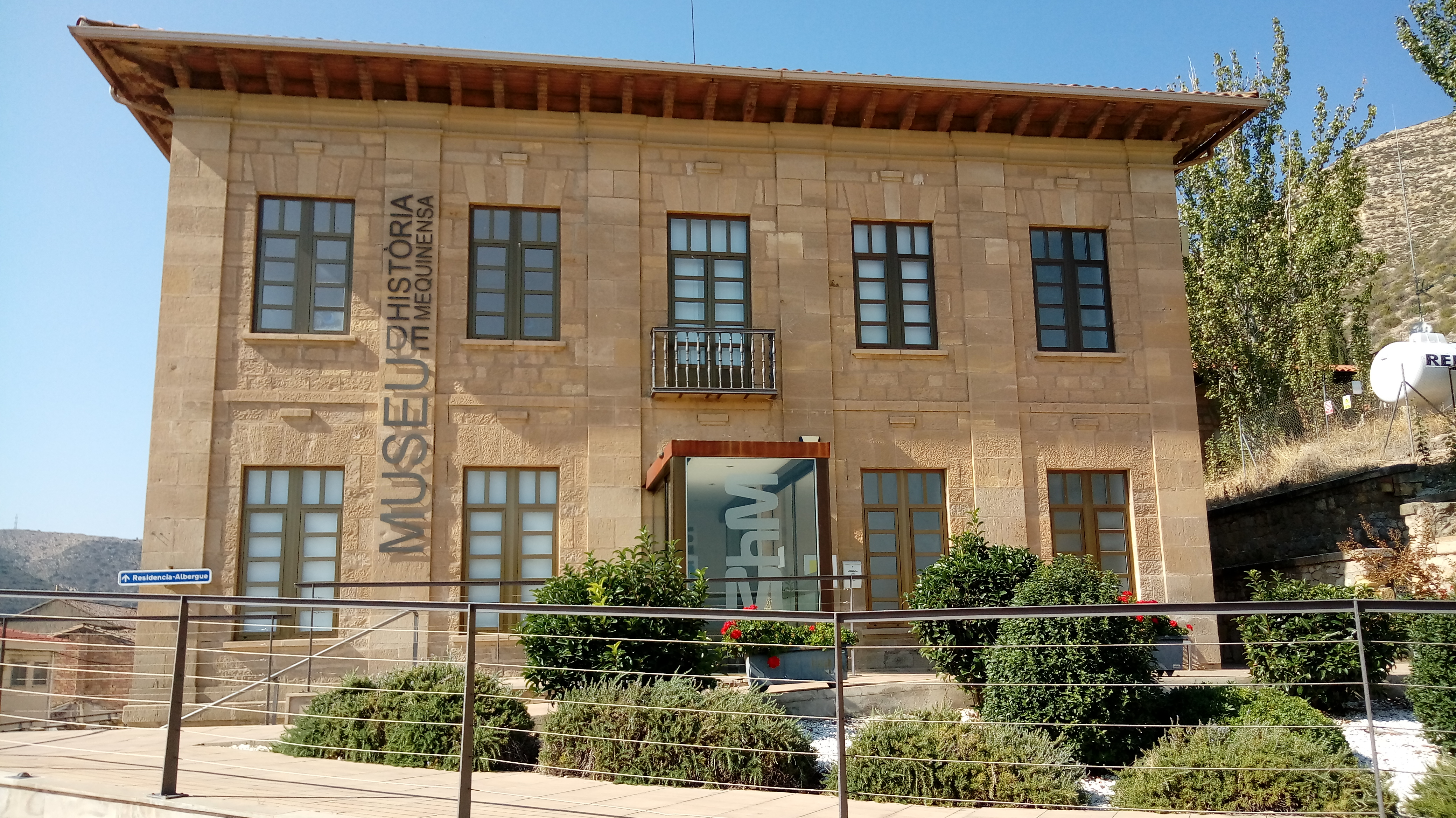
Musée de l'Histoire de Mequinenza.

Les Musées de Mequinenza se centrent dans le patrimoine minier et historique du Village Vieux de Mequinenza qu'a été inondé descends les eaux de la rivière Èbre après la construction des barrages de Ribarroja et Mequinenza. Dans le Musée de la Mine se peut visiter une mine de charbon véritable de plus d'un kilomètre de parcours intérieur avec matériel historique et des machines qu'ils ont été utilisées pour l'extraction de charbon pendant plus de 150 ans dans le bassin houiller de Mequinenza. Dans le Musée de l'Histoire de Mequinenza se peut parcourir le passé de la population, depuis la Préhistoire jusqu'au démolition du vieux village de Mequinenza ainsi qu'un espace consacré à l'écrivain mequinenzano Jesús Moncada.

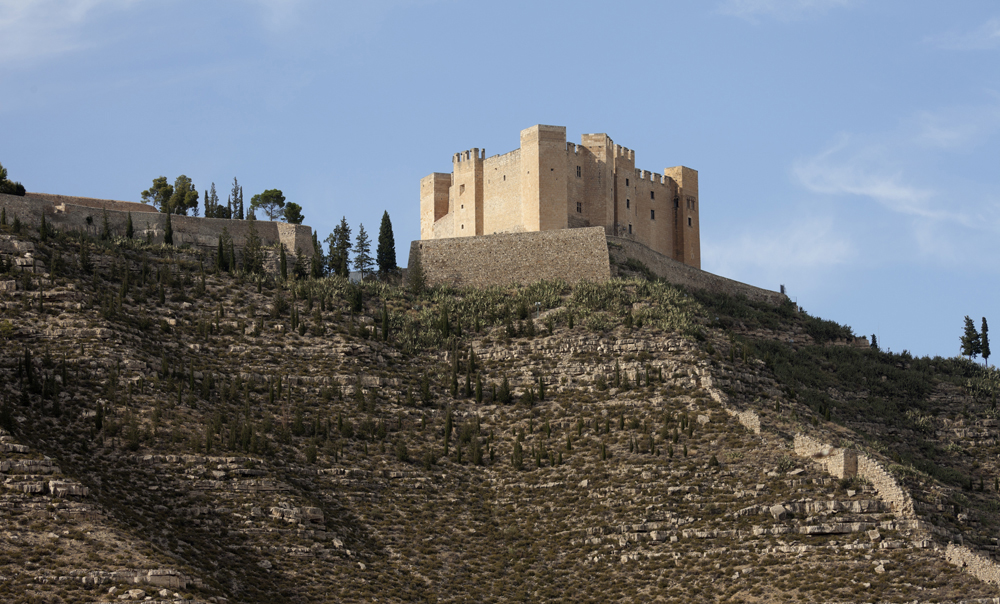
Château de Mequinenza.

Le Château de Mequinenza s'hausse presque au bord d'un grand escarpado juste en la confluencia des rivières Èbre, Segre et Cinca en Mequinenza. Sa plante est un irrégulier, avec sept tours rectangulaires hormis un, le plus robuste, qu'est de plante pentagonal. Peu de forteresses auront un meilleur emplacement que celle-ci, en contemplant un étendu et impressionnant paysage sur la confluencia des rivières et ses terroirs circundantes en obtenant à voir en des jours vidés les Pyrénéens. Le bâtiment est un véritable Château-Palais, un des meilleurs que l'art gothique il a légué à la Couronne d'Aragon, daté dans les siècles XIV et XV.
Part de l'ancienne population de Mequinenza peut se visiter aujourd'hui parce qu'il s'est converti dans un grand parc de la mémoire à l'air libre après son derribo et inondation par les marais de l'Èbre. Ils se sont récupérés d'entre les runas les tracés originaux des rues et des maisons que restaient par-dessus du niveau de l'eau. L'ancienne Mequinenza est une invitation à promener par le souvenir de ses rues et ruelles, à redescubrir part de l'ancienne Église, à imaginer les anciens muelles et connaître mille histoires, curiosités et légendes de cette millénaire et historique villa de navigantes et mineurs à des côtes de la rivière Èbre.
Il existe divers abris d'art rupestre aux alentours de Mequinenza, dénommés : Barranco de Campells III, Valbufandes III et Valbufandes IV catalogués comme Patrimoine de l'Humanité par l'UNESCO. Ces manifestations d'art rupestre reçoivent aussi la maximale protection juridique selon la Loi 3/1999, de 10 mars, de Patrimoine Culturel Aragonés.